# Dioncounda Traoré
Dioncounda Traoré (Kati, Sudán Francés, 23 de febrero de 1942) es un político de Malí, ministro de Relaciones Exteriores entre 1994 y 1997 y presidente electo presidente por el Congreso el 3 de septiembre de 2007. Asumió el cargo de presidente de la república de manera interina el 12 de abril de 2012 después de la renuncia de Amadou Sanogo, tras el derrocamiento de Amadou Toumani Touré. Dirigió la transición civil hasta el 4 de septiembre de 2013 cuando entregó el poder a las autoridades elegidas en las elecciones de agosto.

## Biografía
Nació el 23 de febrero de 1942 en Kati, Sudán Francés. Inicia sus estudios en su pueblo natal, más tarde también en Nara, Kayes y Fréjus en Francia. Retomó sus estudios en la secundaria Terrason de Fougeres en Bamako (1961). Continuó sus estudios de postgrado y recibió un doctorado en Matemáticas. Es director ejecutivo de la Escuela Nacional de Ingeniería de Bamako.
Como activista sindical, combatió el régimen de Moussa Traoré y se integra a la Alianza para la Democracia de Malí-Partido Solidaridad y Justicia de África (en sus siglas Adema-PSJA).
El 9 de junio de 1992 Traoré fue nombrado Ministro de Funciones Públicas del Trabajo y Modernización. El 16 de abril de 1993 fue nombrado Ministro de Estado, Ministro de Defensa Nacional y Ministro de Relaciones Exteriores.
En 1997 el Adema-PSJA lo lanzó como candidato a diputado por el distrito de Nara, saliendo favorecido para el lapso 1997-2002. En 2002 fue reelecto. Y en octubre de 2000 Ibrahim Boubacar Keita renuncia como presidente del Adema, después de lo cual Traoré es nombrado presidente del partido.

## Presidente de la Asamblea
Nuevamente reelecto Traoré como diputado en las elecciones legislativas de 2007, el Adema que gozaba de mayoría en la asamblea, lo elige nuevo presidente de la misma el 3 de septiembre con 111 votos a favor y 31 en contra.
El 30 de julio de 2011, Traoré fue nombrado precandidato presidencial por Adema para las elecciones presidenciales de abril de 2012.

## Golpe de Estado
La mañana del 21 de marzo de 2012 una asonada militar estremeció la capital, Bamako. El presidente Amadou Toumani Touré fue arrestado por los militares al mando de Amadou Sanogo, la constitución queda suspendida y se decreta un toque de queda. La Comunidad Económica Africana Occidental (CEAO) repudió el golpe y la situación humanitaria en el norte del país empeoró debido a la guerra entre el gobierno y la tribu Tuareg empeoró. El 6 de abril es organizada la Comisión Nacional para la Recuperación de la Democracia y Restauración del Estado que dicta una nueva carta constitucional para una celebración de elecciones presidenciales al cabo de 40 días. Sanogo acepta su renuncia para abrir paso a las elecciones y Traoré (en función de presidente del senado) asume provisionalmente la presidencia de Malí el 12 de abril.

## Atentado
El 20 de mayo, el Consejo Nacional de Transición anunció que prolongaría por 40 días más la gestión interina de Traoré para definir elecciones presidenciales y mantener una estabilidad en el país. La tarde del Lunes 21, un grupo de manifestantes de la plataforma progolpista Coordinación de Organizaciones Patrióticas de Malí (Copam) intentó tomar el palacio presidencial de Bamako. Los progolpistas penetraron el despacho privado del presidente Traoré (donde se encontraba), resultando herido por múltiples golpes en su cuerpo y varios en su cabeza. Traoré fue llevado entonces al hospital G, donde se conoció que estaba sano y salvo. 

## Transición
Después de su larga recuperación, Traoré buscó por la vía de la ayuda internacional la intervención militar contra los rebeldes Tuareg que habían declarado la independencia del norte de Malí. La intervención tuvo lugar a principios de enero de 2013 mientras igualmente se iniciaba un período de transición y reconciliación en el país. Las fuerzas militares francesas lograron hacerse con el control de todo el norte de Malí, mientras los rebeldes Tuareg y las fuerzas Yihadistas se replegaban. Las fuerzas gubernamentales lograron hacerse con el control del norte del país árido a inicios de julio, inmediatamente después son llamadas a elecciones. Los líderes Independientes Ibrahim Boubacar Keïta y Soumalia Cissé se enfrentaron en la segunda vuelta, logrando la victoria el primero. El 4 de septiembre de 2013 Traoré entregó la presidencia a Keita.
| Predecesor: Amadou Sanogo | Presidente de Malí (interino) 2012 - 2013 | Sucesor: Ibrahim Boubacar Keïta |

- Datos: Q372780
- Multimedia: Dioncounda Traoré / Q372780